# Leap the Dips (Lakemont Park)
Leap the Dips in Lakemont Park (Altoona, Pennsylvania, USA) ist eine Side-Friction-Holzachterbahn von Edward Joy Morris, die am 2. Juni 1902 eröffnet wurde. Sie ist zurzeit (Stand Juni 2023) die weltweit älteste, sich noch in Betrieb befindende Achterbahn und die letzte Side-Friction-Achterbahn in Nordamerika. Sie befand sich bis 1985 in Betrieb, musste dann aber aufgrund von Baufälligkeiten geschlossen werden. 1997 konnte mit den Renovierungsarbeiten begonnen werden, nachdem durch eine Kapitalbeschaffungsmaßnahme entsprechendes Kapital verfügbar war. Am 31. Mai 1999, dem Memorial Day, wurde die Bahn wiedereröffnet. Seit 2024 ist die Bahn wieder außer Betrieb.
Die 442,6 m lange Strecke erreicht eine Höhe von 12,5 m, besitzt aber lediglich einen First Drop von 2,7 m Höhe bei einem Gefälle von 25°.
Leap the Dips wird seit März 1991 im National Register of Historic Places als Struktur geführt und hat seit Juni 1996 den Status eines National Historic Landmarks.